# Simena kastrona
Simena kastrona là một loài bướm đêm trong họ Geometridae.